# Свиридовський Михайло Миколайович
Михайло Миколайович Свиридовський (нар. 8 (21) листопада 1908, Київ — пом. 4 червня 1973, Київ) — радянський футболіст та футбольний тренер І категорії. Учасник матчів в окупованому Києві в 1942 році (з 7 червня по 16 серпня) в складі команди «Старт», зібраної з гравців київських клубів «Динамо» і «Локомотива».

## Біографія
Народився в сім'ї залізничника. Батько працював на залізничній електростанції. Михайло навчався в київській церковнопарафіяльній школі до 1917 року. Потім закінчив школу тренерів з футболу у Києві. Спортивна спеціальність — майстер футболу, тренер першої категорії. До війни грав за київські клуби «Желдор» та «Динамо», а також «Трудкоммуну № 1». Учасник турне «Динамо» зі збірною клубів Туреччини 1936 року та гри «Динамо» (Київ) зі збірною Басконії у 1937 році. 1938 року через травму покинув «Динамо» і працював тренером в «Локомотиві».
На початку радянсько-німецької війни команда була розформована і Свиридовський був переданий в наркомат ДБ та відправлений як спеціаліст-механік автомобільної справи. Працював на автобазі НКДБ. 18 вересня Михайло з наркоматом після наказу почали відступ з Києва в сторону Борисполя. Проте їх колони були розбиті нацистами. 28 вересня  Свиридовський отримав поранення в праву ногу, був оточений та взятий в полон. Проте майже відразу втік і 30 вересня повернувся до Києва, де зареєструвався в комендатурі. Пів року проживав у місті та навколишніх селах.
В червні 1942 року влаштувався на роботу на водну станцію «Стріла» сторожем. Проте, пропрацювавши лише місяць, покинув роботу, так як не отримав «броні» від мобілізації в Німеччину. Директор київського хлібозаводу Йозеф Кордик — чех, з військовополонених колишньої австро-угорської армії часів Першої світової війни — опікувався спортом з особистої прихильності. Саме він дав роботу на хлібозаводі № 1 відомим довоєнним українським спортсменам, сюди ж влаштувався чорноробочим і Свиридовський. За ініціативою Кордика з футболістів, що працювали на цьому хлібзаводі була сформована команда «Старт». Свиридовський був назначений капітаном і взяв участь у матчах цієї команди в червні—серпня 1942 року, в тому числі і в так званому «Матчі смерті». Паралельно тренував футбольну команду «Алмаз», створену на граверно-ювелірній фабриці Дюндикова.
18 серпня 1942 року футболістів, які працювали на хлібозаводі, заарештували і доправили до Сирецького концтабору. На футболістів донесли, що команда «Динамо» була у віданні НКВС, а її гравці числилися в штаті НКВС і мали військові звання.
|                              | 16 августа сыграли последнюю игру, сыграли очень удачно. 18 августа около десяти часов утра во время нашей работы — мы грузили муку на склад — нас вызвали к директору... Приходим. Сидит гестаповец, стоит машина… В это время на заводе не было Тютчева и Гончаренко. Тютчев после матча получил повреждение, пошел в больницу, а Гончаренко был в отсутствии… Привезли нас на Короленко, 33 в гестапо, заключили во внутреннюю тюрьму. …При допросе мы узнали, что Гончаренко и Тютчев тоже сидят. …Балакин был освобожден. Он ничего к "Динамо" не имел, а брат его был в "Динамо". Мы были преданы Вячкисом. Нас обвиняли в том, что "Динамо" было организовано НКВД, а раз так, то цель организации понятна. …Из 8 арестованных освобожден только Балакин, который состоял в команде "Локомотив |
| — Зі свідчень Свиридовського | |

19 вересня 1943 року Михайлу вдалося втекти з концтабору, після чого переховувався у Києві.
|                              | Первым сделал побег из этого лагеря Тютчев. Бежал с группой грузчиков из четырех человек, бежали с Подола. После этого бежал я и Гончаренко с Мельникова, 48 в числе 16 человек, то есть всей бригадой удрали. В побеге нам помогла полиция. Среди них были спортсмены-футболисты. Они заметили, что мы начинаем сматывать удочки, отвернулись в сторону, как будто бы не видят |
| — Зі свідчень Свиридовського | |

1945 року грав в команді Київського танкового училища, після чого перейшов на тренерську роботу. Тренував команду «Будинок офіцерів» (Київ).
У вересні 1964 року Указом Президії Верховної Ради СРСР шістьох учасників тих подій — Володимира Балакіна, Макара Гончаренка, Михайла Мельника, Михайла Путистіна, Михайла Свиридівського та Василя Сухарєва — відзначили медаллю «За бойові заслуги». При цьому в указі, опублікованому 10 вересня 1964 р. в газеті «Правда» (№ 254) практично у всіх були змінені ініціали — Н. А. Балакін, М. І. Гончаренко, Н. Ст. Мельник, В. С. Путистін, А. П. Свиридовський, П. Р. Сухарєв.
Помер 4 червня 1973 року у Києві.